# Insula Jarvis
Insula Jarvis (engleză: Jarvis Island) este o insulă mică nelocuită, un atol cu o suprafață de 4,5 km² din Oceania, (Oceanul Pacific de sud), care aparține SUA, fiind situată cam la mijlocul distanței dintre Hawaii și Insulele Cook.

## Istoric
Insula Jarvis a fost descoperită la data de 21 august 1821 de către nava britanică Eliza Francis primind numele căpitanului vasului.
În martie 1857 preia SUA proprietatea insulei prin Legea guano după ce a exploatat tot îngrășământul natural produs de păsări, părăsesc (1879) insula care nu mai prezintă un interes din punct de vedere economic.
La data de 3 iunie 1889 insula este anexată coroanei britanice, neluând însă nici o măsură de populare a insulei.
În 1935 revendică SUA proprietatea insulei, ca insulă nelocuită, fiind din anul 1936 până în anul 1974 la fel ca insulele Baker, Howland administrat de Ministerul de Interne American.
Din data de 27 iunie 1974 este administrată de US Fish and Wildlife Service fiind considerată Jarvis Island National Wildlife Refuge (rezervație naturală), vizitarea insulei putânduse face numai în scopuri de cercetare și numai cu o aprobare specială.
Pe insulă domnește o climă uscată tropicală cu ploi rare și un vânt constant, cu o radiațe solară intensă.
Insula are o coastă nisipoasă ce se ridică 7 m deasupra nivelului mării. Nu are izvoare cu ape dulci, fiind înconjurată de un recif.